# José Dias Correia de Carvalho

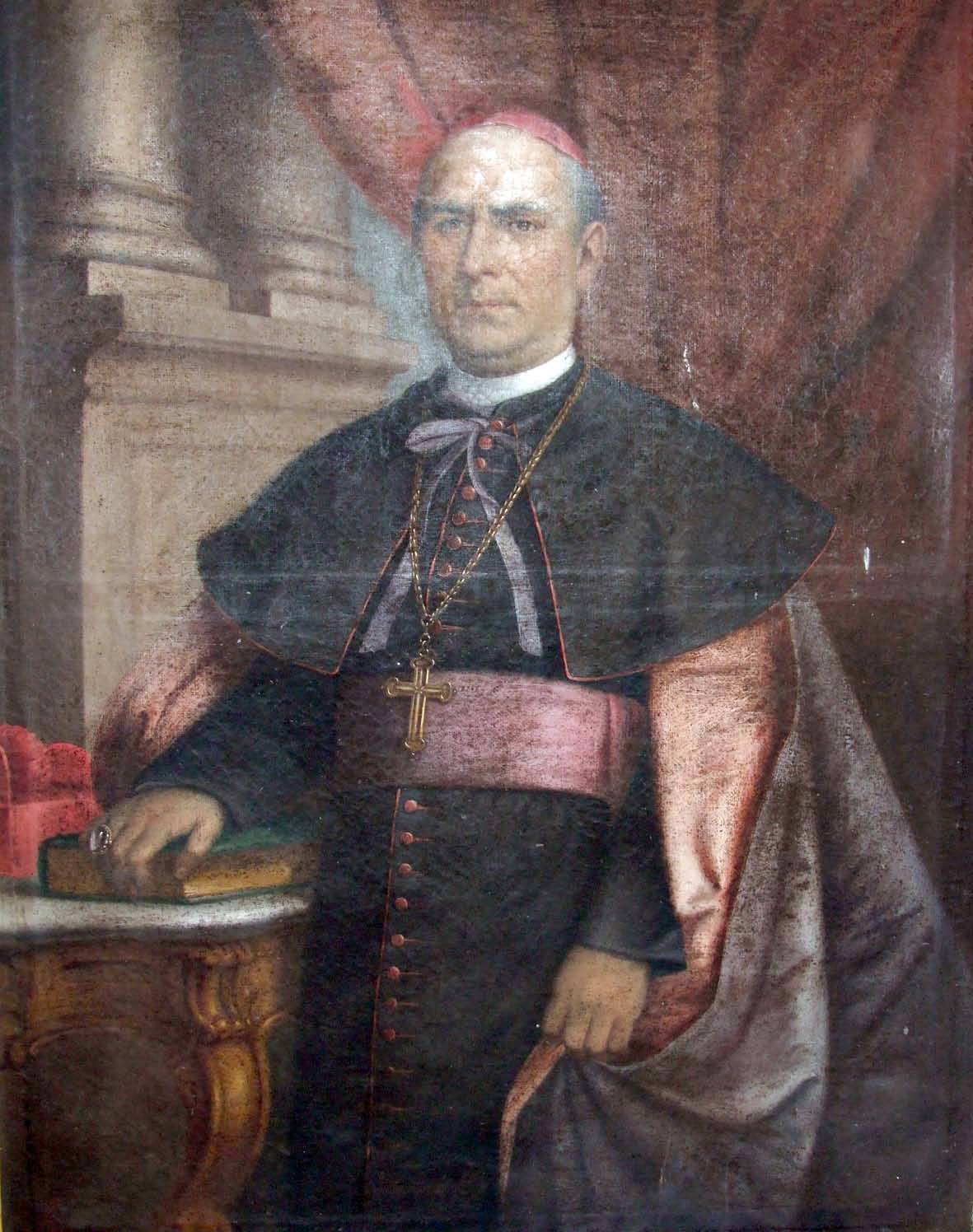
Retrato de D. José Dias Correia de Carvalho (1889), por António José Pereira

José Dias Correia de Carvalho (Canelas, 19 de dezembro de 1830 — 2 de julho de 1911) foi um bispo católico português.

## Biografia
Frequentou o Seminário de Gralhas (na altura pertencente à Diocese do Porto; hoje Gralhas pertence à Diocese de Vila Real e o seminário já não existe) e terminou os estudos na Universidade de Coimbra sendo depois ordenado sacerdote a 10 Junho 1854.
De fevereiro de 1865 a junho de 1871 foi vigário pró-capitular da Diocese de Beja, devido à vacância da Cátedra dessa diocese com a transferência do seu bispo D. António da Trindade de Vasconcelos Pereira de Melo para a Diocese de Lamego (em 1863) e também devido à não aceitação por parte da Santa Sé do presumível sucessor D. João de Aguiar, não se registando qualquer notícia do seu mandato como vigário pro-capitular nessa diocese.
Foi nomeado bispo da Diocese de Santiago de Cabo Verde a 26 de Junho de 1871 e sagrado bispo a 3 de setembro do mesmo ano tendo como principal sagrante D. José Luís Alves Feijó, O.SS.T., (Bispo de Bragança) e como consagrantes D. Patrício Xavier de Moura, (Bispo do Funchal) e D. José Lino de Oliveira, (Bispo de Angola e Congo).
Tomou posse por procuração e entrou na Diocese a 5 de Janeiro de 1872. Foi o 25º bispo desta diocese criada em 1533 e o primeiro bispo que visitou todas as Igrejas do Arquipélago.
A 9 de agosto de 1883 foi nomeado para Bispo de Viseu. Foi ainda o principal consagrante do seu secretário pessoal D. Manuel Vieira de Matos (em 1899) e co-sagrante do Patriarca das Índias D. António Sebastião Valente (em 1881) e de D. António Tomás da Silva Leitão e Castro (em 1883), futuro bispo da Diocese de Lamego.